# Apă stătătoare

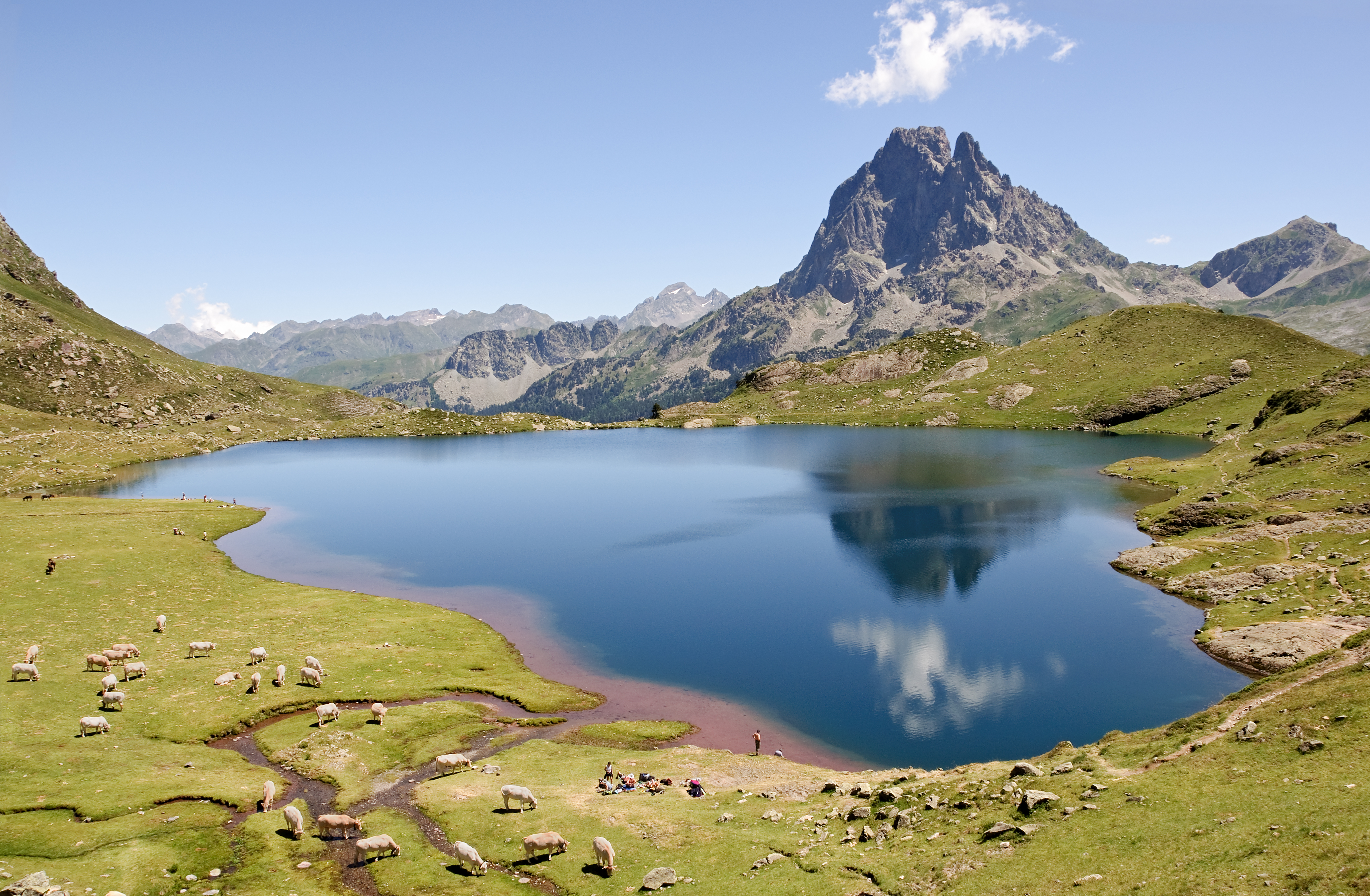
Lac montan

Apa stătătoare este o întindere de apă imobilă în unele părți ale unui curs de apă, lac sau altă formație acvatică (depresiuni, respectiv în bălți, mlaștini etc.).
Deoarece o apă stătătoare, complet imobilă, sau o apă având o mișcare foarte lentă, suferă de obicei de un deficit de oxigen, ea mai poartă și denumirea de apă moartă.
Alimentarea apei stătătoare este un proces prin care apa stătătoare primește noi volume de apa. Se deosebesc următoarele procese:
- alimentare superficială (prin scurgere de suprafață): 
  - pluvială (din ploi),
  - nivală (din zăpezi),
  - pluvio-nivală (din ploi și zăpezi),
  - glaciară (din ghețari),
- alimentare subterană (din ape subterane).

Biotopul: Unele ape stătătoare au întinderi și adâncimi mai mari - lacurile, altele mai mici - bălțile. Lacurile au un strat de apă la suprafață, unde temperatura este variabilă și pătrunde lumina, precum și un strat de apă mai adânc, unde nu pătrunde lumina, iar temperatura rămâne constantă chiar și iarna, la +4 C. În bălți, lumina pătrunde până la fundul apei.
Biocenoza: Plancton, organisme microscopice, broaște, stuf, nuferi albi, nuferi galbeni.